# Erdbebengefährdung von Kernkraftwerken
Das Problem der Erdbebengefährdung von Kernkraftwerken wurde durch die Nuklearkatastrophe von Fukushima einer breiten Weltöffentlichkeit drastisch vor Augen geführt.
Anlagen älteren Typs wie jene von Fukushima-Daiichi sind von der Grundkonzeption her weniger gut gegen die Folgen starker Erdbeben ausgelegt als jene neueren Datums. Unterschiede bei der technischen Auslegung gegen Erdbeben gibt es aber auch zwischen Ländern mit geringerer Erdbebenaktivität wie in Europa und Ländern mit hoher Aktivität wie Japan. Das japanische Kernkraftwerk Kashiwazaki überstand im Jahr 2007 ein Beben der Stärke 6,8 Richterskala und sehr deutlich näherem Epizentrum als bei Fukushima, mit zwar für alle sieben Blöcke rund 2800 seismisch bedingten Schadensbefunden, jedoch keiner schwerwiegenderen Freisetzung von Radioaktivität.

## Vorkehrungen zur Stabilisierung
Der Block 7 des Kraftwerks Kashiwazaki ist ein Fortgeschrittener Siedewasserreaktor, dessen Reaktorgebäude zwecks Robustheit gegen Erdbeben zu fast der Hälfte der Gesamthöhe des Gebäudes unterirdisch im Baugrund verankert ist – eine z. B. in Europa, aber auch in Fukushima-Daiichi nicht angewandte Bauweise, die weitgehend auch bei den anderen Kashiwazaki-Blöcken praktiziert wurde. In seinem Bodenbereich ist das Reaktorgebäude zudem fest im Felsuntergrund verankert, eine Schraubstockwirkung, die bei vor allem horizontaler Erdbebenbeschleunigung (Bodenbewegung) ein Wanken des Gebäudes minimiert. Ein Nachteil des Felsfundamentes ist anderseits, dass es die Erdbebenbeschleunigungen am stärksten transportiert: Für Kashiwazaki 7 mit 490 bis 650 Metern pro Sekunde, gegenüber nur 330 m/s in Ton(stein) und 150 bis 200 m/s in Sand. Dieser Nachteil wird in Kashiwazaki insofern kompensiert, als der Fels nur am Boden des Reaktorgebäudes angreift, die darüberliegenden Schichten des Baugrundes bestehen aus Ton und – in der obersten Bodenschicht – Sand, was eine entgegengesetzt eher stabilisierende Wirkung bezüglich Beschleunigungskräften bewirkt.

## Abstand vom Epizentrum
Bezüglich der Distanz des Standorts zum Epizentrum des Erdbebens kann allgemein, unabhängig vom Beispiel Kashiwazaki, gesagt werden, dass diese Distanz die Stärke der Bodenbewegung abmindern kann. In gewissen Fällen kann aber durch größere lokale Ablagerung von weicheren Sedimenten auch eine stärkere Bodenbewegung als beim Epizentrum eintreten.

## Interne Robustheit
Auch die internen Strukturen des Kraftwerks, wie Behälter, Pumpen, Leitungen, Armaturen, können technisch etwa bezüglich ihrer Befestigung so ausgestaltet werden, dass sie die Erschütterungen eines Erdbebens besser überstehen (was nicht unbedingt stärkere Fixierung, sondern etwa bei Rohrleitungen gegebenenfalls auch bessere Beweglichkeit bedeutet). Ein aktuelles Beispiel aus Frankreich zeigt allerdings, dass dies teils auch heute noch ungenügend ausgeführt ist: Bei mehr als der Hälfte der französischen Kernkraftwerke wurde 2013/14 festgestellt, dass die Erdbeben-Robustheit gewisser Ventile trotz einer behördlichen Auflage von 2010 noch immer ungenügend war.